# Ruolo semantico
In linguistica, il ruolo semantico (o tematico) descrive la relazione che un argomento (o valenza) intrattiene con il verbo cui fa riferimento, in uno specifico contesto predicativo. Si intende, quindi, il significato associato ad una valenza rispetto al processo espresso attraverso il verbo all'interno di una frase (La struttura argomentale dei verbi  Archiviato il 21 settembre 2016 in Internet Archive., 5).
Il ruolo semantico specifica la relazione (semantica e non sintattica) tra il verbo e i propri argomenti identificandone i ruoli svolti. Riguarda cioè il modo in cui il referente partecipa all’evento della frase (Fondamenti di linguistica semantica e struttura argomentale , 26).
La nozione di ruolo semantico è stata sviluppata nel quadro di teorie linguistiche che mirano a evidenziare i componenti sintattici e semantici della lingua. Essa è legata alle nozioni di funzione sintattica e di caso.

## Descrizione
Nella frase “Paolo ha rotto una tazza”, il verbo rompere implica l’esistenza di un “rompitore” (Paolo) e di un “rotto” (la tazza). Dal momento che Paolo e la tazza svolgono rispettivamente queste funzioni, essi sono i ruoli semantici di questa predicazione. Per identificare poi il tipo di ruolo che essi svolgono, bisogna rifarsi alla classificazione Ruolo semantico#Lista di ruoli semantici: Paolo svolge il ruolo di agente, la tazza il ruolo di paziente (Fondamenti di linguistica semantica e struttura argomentale , 27).
La relazione semantica tra il verbo e le sue valenze (struttura tematica) rientra nella conoscenza lessicale del parlante nativo (Aspetti semantici e sintattici del verbo , 5,11).

## La prospettiva della semantica
Per analizzare i ruoli semantici non si può adottare la visione classica della sintassi (che considera la frase come una concatenazione di sintagmi governata da regole grammaticali e da uno schema valenziale). Al contrario bisogna considerare l’intera frase come rappresentazione di un evento descritto dal verbo, al quale partecipano diversi elementi che sono in relazione tra loro.
Ogni elemento coinvolto nell’evento ha un “ruolo” riguardo alle relazioni con gli altri elementi presenti. Più semplicemente, lo studio dei ruoli semantici necessita di un cambio di prospettiva dal significante al significato. (Berruto 2011, cap. 4.3.3)
Dal momento che agiscono “al di sotto” della struttura sintattica, i ruoli semantici fanno riferimento alla struttura profonda della frase, e non a quella superficiale come le funzioni sintattiche. Sono due principi che operano su piani diversi della lingua (rispettivamente semantica e sintassi). Proprio per questa ragione non c’è corrispondenza biunivoca tra ruoli semantici e funzioni sintattiche. (Berruto 2011, cap. 4.3.3; La struttura argomentale dei verbi  Archiviato il 21 settembre 2016 in Internet Archive., 1)
Tuttavia tra di essi esistono rapporti preferenziali: l’agente in struttura semantica è il soggetto in struttura sintattica, così come il ruolo di paziente corrisponde alla funzione di oggetto.

### Criterio semantico (o tematico)
1. Ad ogni argomento viene assegnato uno e un solo ruolo semantico.
2. Ogni ruolo semantico è assegnato ad uno e un solo argomento.

(Aspetti semantici e sintattici del verbo , 7).

### L’analisi semantica Analisi semantica
L'analisi semantica è un procedimento che assegna un significato alla struttura sintattica di un enunciato. Ad ogni verbo vengono associati la propria struttura argomentale e i ruoli tematici corrispondenti. Per esempio al verbo guardare sono associati due argomenti i cui ruoli tematici corrispondono ad agente e paziente (Es. Io ti guardo). (Aspetti semantici e sintattici del verbo , 17-18).

## Lista di ruoli semantici
Non è possibile stabilire una lista universale di ruoli semantici, poiché la loro definizione dipende dalla granularità dell'analisi. La lista che segue riporta i ruoli semantici più frequentemente citati.
- Agente: l'entità che compie volontariamente un'azione, ed è quindi intenzionalmente parte attiva dell'evento. Esempio: "Maria mangia una mela".
- Attore: l'entità che attiva un evento, ma non lo controlla. Esempio: "Maria russa".
- Strumento: l'entità inanimata che interviene involontariamente al compimento di un'azione (o tramite la quale avviene l’azione). Esempio: "Maria taglia una mela col coltello".
- Paziente: l'entità coinvolta passivamente nell’evento attivato da un agente (ne subisce le conseguenze oppure si trova in una determinata condizione). Esempio: "Maria mangia una mela".
- Sperimentatore (o esperiente): l'entità che prova uno stato o subisce un determinato processo psicologico. Esempio: "A Maria piace il mare".
- Beneficiario (o benefattivo): entità che riceve profitto o danno dall'azione. Esempio: "Maria ha regalato una borsa a Lucia".
- Causa: l'entità che provoca il compimento di un processo.
- Risultato: stato finale che segue il compimento di un processo.
- Sorgente (o origine): stato iniziale all'esecuzione di un processo; luogo o condizione da cui ha origine un evento.
- Provenienza: luogo da dove si muove qualcosa. Esempio: "Maria preleva dei soldi dal conto".
- Scopo: stato verso cui mira un processo o un'azione.
- Destinazione: luogo o condizione verso cui si dirige l’evento, o che costituisce la meta di uno spostamento. Esempio: "Maria parte per le vacanze".
- Ricevente: l'entità verso la quale è indirizzato l’evento (da non confondere con i due ruoli precedenti).
- Località (o locativo): luogo o condizione in cui avviene e/o si protrae l’azione (ovvero in cui situato l’evento). Esempio: "Maria abita in città".
- Tempo: circostanza temporale di un processo.
- Dimensione: estensione nel tempo, nello spazio e/o in altre dimensioni. Esempio: "Maria pesa sessanta chili".
- Comitativo: l'entità che partecipa all’attività svolta dall’agente o con il quale stabilisce una relazione di compagnia. Esempio: "Maria ha discusso la tesi con il professore".

(Berruto 2011, cap. 4.3.3; La struttura argomentale dei verbi  Archiviato il 21 settembre 2016 in Internet Archive., 5, tabella n°2).